# Kejsarsnapper
Kejsarsnapper (Lutjanus sebae) är en fisk i familjen Lutjanidae som finns från Östafrika till Oceanien.

## Utseende
Kejsarsnappern har en förhållandevis hög kroppsform med starkt sluttande panna. Ryggfenan är lång, med 11 taggstrålar följda av 15 till 16 mjukstrålar. Analfenan har 3 taggstrålar och 10 mjukstrålar. Färgen är skär med 3 breda, mörkröda tvärstrimmor. Alla fenorna utom stjärtfenan har röda kanter, ofta med vit kontur. Stjärtfenan har mörkröda fält upptill och nertill med ett vitaktigt till skärt mittparti. Stora exemplar kan vara enfärgat röda. Arten kan bli upp till 116 cm lång och nå en maxvikt på 32,7 kg, men den blir sällan mycket över 60 cm.

## Vanor
Arten förekommer vid klipp- eller korallrev, ofta över sand- eller grusbotten, men har även påträffats på djupare vatten med förhållandevis släta bottnar. Den lever på djup mellan 5 och 180 m. Även ungfiskar (under 20 cm) kan vistas på öppet vatten vid rev, men de uppehåller sig gärna nära kusten eller bland grumligt vatten kring mangroverötter. Det förekommer även att de söker skydd bland taggarna hos sjöborrar. Födan består av bottenlevande kräftdjur som krabbor och mantisräkor, bläckfiskar och fiskar. Arten kan bli 35 år gammal.

## Utbredning
Utbredningsområdet omfattar södra Röda havet och Östafrika till Nya Kaledonien, norrut till södra Japan, samt söderut till Australien. Arten har dessutom påträffats i USA vid två tillfällen. Det ena fyndet, vid Hawaii, kan vara en naturlig förekomst, även om det också kan röra sig om en utsläppt akvariefisk. Det andra fyndet (vid Iowa) är nästan säkert fråga om ett utsläpp.

## Betydelse för människan
Kejsarsnappern är en omtyckt matfisk och föremål för ett kommersiellt fiske; den saluförs både färsk, frusen, saltad eller torkad. Den är också en populär sportfisk. Arten hålls även i akvarier, men kräver stora utrymmen och kan endast hållas med andra fiskar som är för stora för att tjäna som byte.

## Referenser

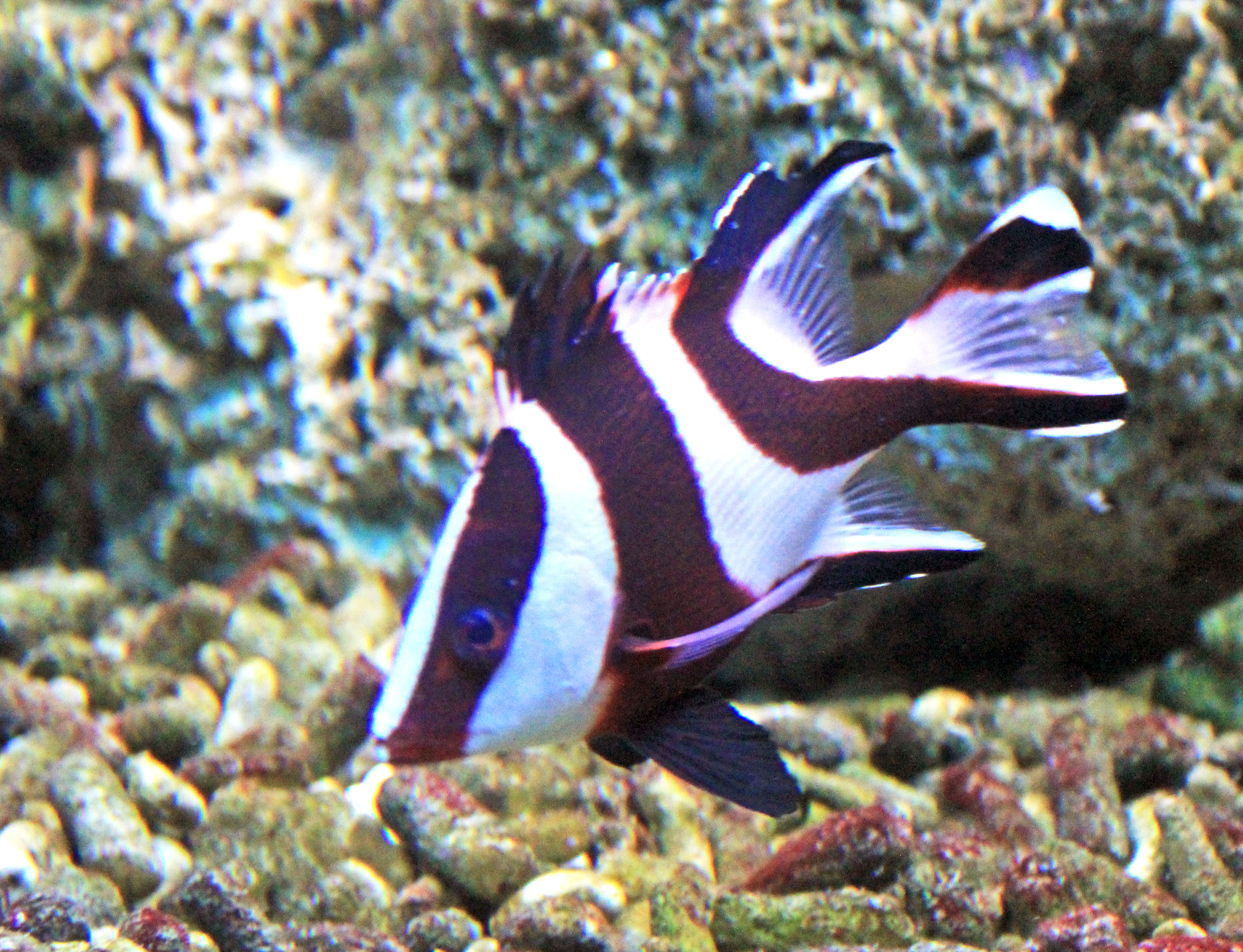
Prague sea aquarium

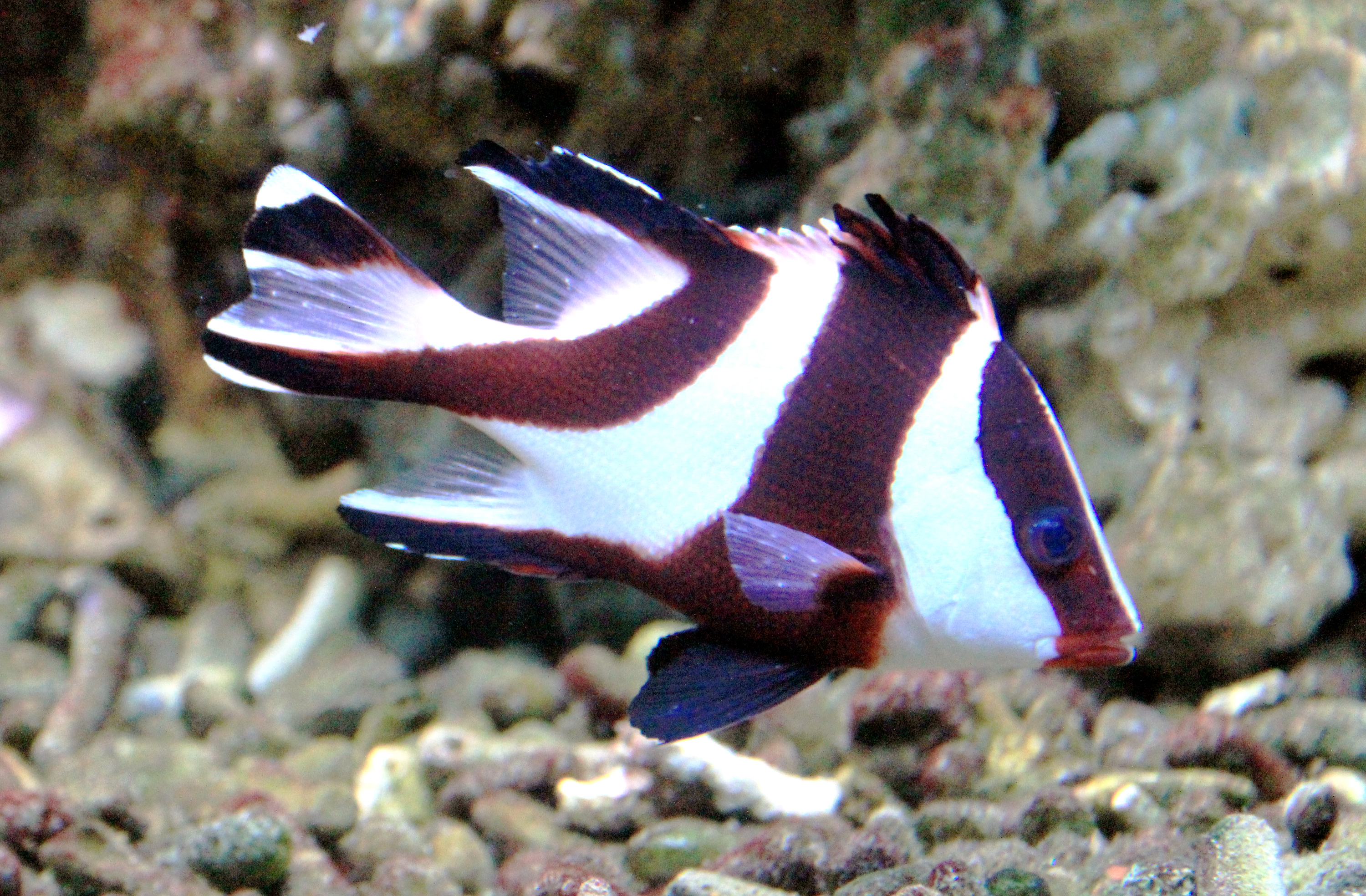
Prague sea aquarium